# 筑紫地域
筑紫地域（ちくしちいき）は、福岡県の4つの地域区分のうち福岡地方に属する地域である。主に昭和の大合併以降の旧・筑紫郡である筑紫野市・春日市・大野城市・太宰府市・那珂川市の5市で構成される。

## 概要
福岡都市圏に属し、中でも福岡市に隣接する春日市や大野城市は最も人口が集中しており、同市のベッドタウンとして近年人口が増加傾向にある。他にも太宰府天満宮や九州国立博物館等の観光名所の他、周りを宝満山等の山々に囲まれており、都市化が進む中で豊かな自然と観光も楽しめる。

### 各市町のデータ
データは2025年3月1日現在（自治体コード順）
|   | 市町村 自治体コード | 人口 （人） | 割合（％） | 面積 （km2） | 人口密度 （人/km2） | 市 長 任 期                     | 議員定数 任 期      |
| - | ------------------- | ----------- | ---------- | ------------ | ------------------- | ------------------------------- | ------------------- |
| 1 | 筑紫野市 402176     | 105,088     | 23.9       | 87.73        | 1,198               | 平井一三（1期目） 2027年1月31日 | 22人 2027年5月24日  |
| 2 | 春日市 402184       | 109,547     | 24.9       | 14.15        | 7,742               | 井上澄和（7期目） 2027年4月30日 | 20人 2027年4月30日  |
| 3 | 大野城市 402192     | 103,729     | 23.6       | 26.89        | 3,858               | 井本宗司（5期目） 2025年9月11日 | 20人 2027年4月30日  |
| 4 | 太宰府市 402214     | 72,712      | 16.5       | 29.60        | 2,456               | 楠田大蔵（2期目） 2026年1月27日 | 18人 2025年12月11日 |
| 5 | 那珂川市 402311     | 49,168      | 11.2       | 74.95        | 656                 | 武末茂喜（5期目） 2028年8月30日 | 17人 2025年3月31日  |
|   | 合計                | 440,244     | 100        | 233.32       | 1,887               |                                 |                     |

### 隣接する自治体・行政区
※カッコ内は隣接している筑紫地域の自治体
- 福岡県
  - 福岡市
    - 博多区（春日市、大野城市）
    - 南区（春日市、那珂川市）
    - 早良区（那珂川市）

  - 飯塚市（筑紫野市）
  - 小郡市（筑紫野市）
  - 糟屋郡宇美町（筑紫野市、太宰府市、大野城市）
  - 朝倉郡筑前町（筑紫野市）
- 佐賀県
  - 鳥栖市（筑紫野市、那珂川市）
  - 三養基郡
    - 基山町（筑紫野市）
    - みやき町（那珂川市）

  - 神埼郡吉野ヶ里町（那珂川市）

## 歴史

### 自治体の変遷
- 1896年4月1日：御笠郡・席田郡・那珂郡を統合し筑紫郡が発足。
  - 春日村・大野村・太宰府町・水城村・二日市町・山口村・筑紫村・御笠村・山家村・安徳村・岩戸村・南畑村
- 1950年10月1日：大野村が町制施行－大野町
- 1953年1月1日：春日村が町制施行－春日町
- 1955年3月1日
  - 二日市町・山口村・筑紫村・御笠村・山家村が合併－筑紫野町
  - 太宰府町・水城村が合併－ 太宰府町
- 1956年4月1日：安徳村・岩戸村・南畑村が合併－那珂川町
- 1972年4月1日
  - 筑紫野町が市制施行－筑紫野市
  - 春日町が市制施行－春日市
  - 大野町が市制施行、即日改称－大野城市
- 1982年4月1日：太宰府町が市制施行－太宰府市
- 2018年10月1日：那珂川町が市制施行－那珂川市。同日筑紫郡消滅。

## 議会議員

### 衆議院
- 福岡県第5区[注釈 2]
- 任期：2028年10月26日

| 選挙名                 | 年     | 当選者   | 党派       | 比例復活 | 党派       |
| ---------------------- | ------ | -------- | ---------- | -------- | ---------- |
| 第50回衆議院議員総選挙 | 2024年 | 栗原渉   | 自由民主党 | 堤かなめ | 立憲民主党 |
| 第49回衆議院議員総選挙 | 2021年 | 堤かなめ | 立憲民主党 | －       | －         |
| 第48回衆議院議員総選挙 | 2017年 | 原田義昭 | 自由民主党 | －       | －         |
| 第47回衆議院議員総選挙 | 2014年 | 原田義昭 | 自由民主党 | －       | －         |
| 第46回衆議院議員総選挙 | 2012年 | 原田義昭 | 自由民主党 | －       | －         |
| 第45回衆議院議員総選挙 | 2009年 | 楠田大蔵 | 民主党     | －       | －         |
| 第44回衆議院議員総選挙 | 2005年 | 原田義昭 | 自由民主党 | 楠田大蔵 | 民主党     |
| 第43回衆議院議員総選挙 | 2003年 | 原田義昭 | 自由民主党 | 楠田大蔵 | 民主党     |
| 第42回衆議院議員総選挙 | 2000年 | 原田義昭 | 自由民主党 | －       | －         |
| 第41回衆議院議員総選挙 | 1996年 | 原田義昭 | 自由民主党 | －       | －         |

### 県議会
- 福岡県議会議員[注釈 4]
- 任期：2027年（令和9年）4月29日

| 選挙区 定数      | 氏名       | 党派       | 会派名         | 当選回数 |
| ---------------- | ---------- | ---------- | -------------- | -------- |
| 筑紫野市 （2人） | 波多江祐介 | 自由民主党 | 自民党県議団   | 1        |
| 筑紫野市 （2人） | 原竹岩海   | 立憲民主党 | 民主県政県議団 | 6        |
| 春日市 （2人）   | 室屋美香   | 立憲民主党 | 民主県政県議団 | 1        |
| 春日市 （2人）   | 中牟田伸二 | 自由民主党 | 自民党県議団   | 4        |
| 大野城市 （2人） | 井上順吾   | 自由民主党 | 自民党県議団   | 6        |
| 大野城市 （2人） | 井上博隆   | 無所属     | 民主県政県議団 | 4        |
| 太宰府市 （2人） | 渡辺美穂   | 無所属     | 民主県政県議団 | 3        |
| 太宰府市 （2人） | 宮原伸一   | 自由民主党 | 自民党県議団   | 1        |
| 那珂川市 （1人） | 渡辺勝将   | 自由民主党 | 自民党県議団   | 3        |

## 自然

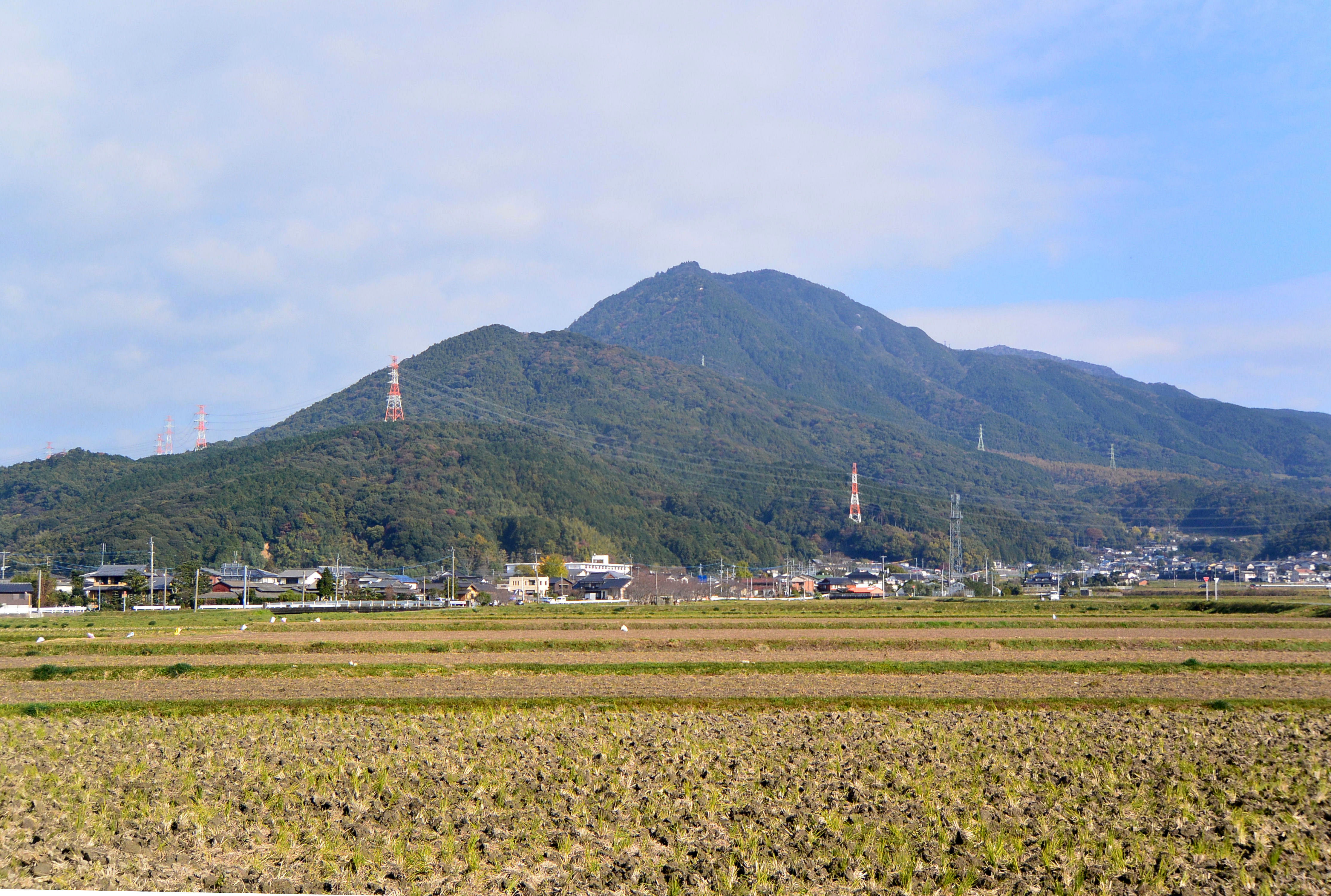
宝満山

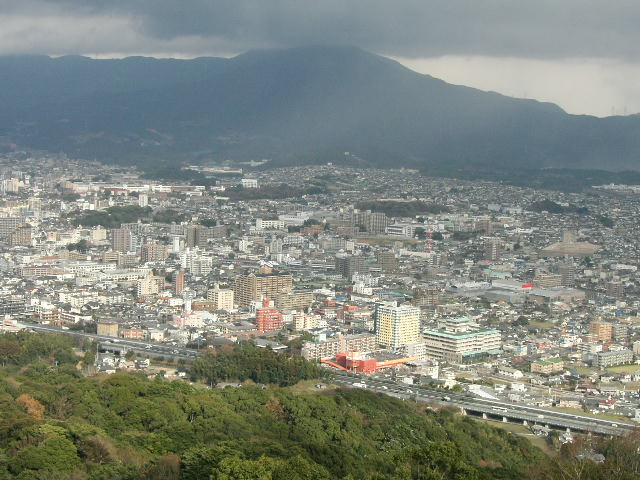
天拝山山頂より望む筑紫地域北東部の街並み

- 福岡平野
- 筑紫平野
- 筑紫山地
- 宝満山
- 三郡山
- 四王寺山
- 天拝山
- 九千部山
- 権現山
- 那珂川
- 御笠川
- 宝満川

## 地域を管轄する主な公共施設等

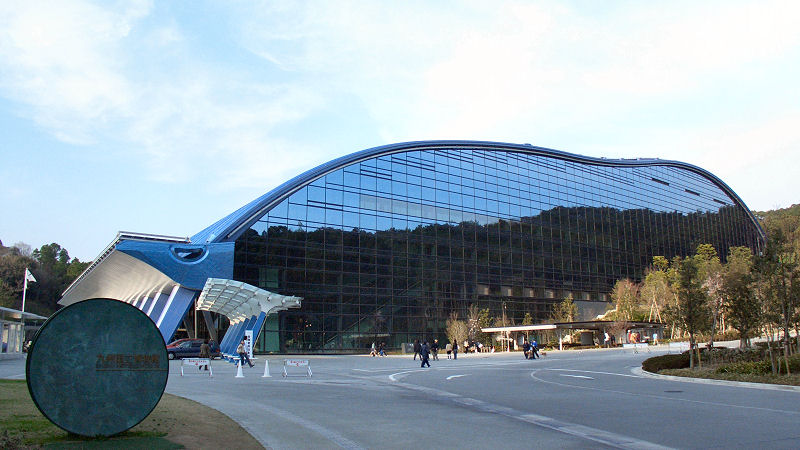
九州国立博物館

### 国の機関
- 福岡法務局筑紫支局
  - 筑紫公証役場
- 福岡国税局筑紫税務署
- 福岡南公共職業安定所
  - ふるさとハローワーク（地域職業相談室）
- 航空自衛隊春日基地
- 陸上自衛隊福岡駐屯地・春日駐屯地（自衛隊病院）
- 九州国立博物館
- 福岡森林管理署太宰府森林事務所

### 県の機関
- 福岡県筑紫総合庁舎
  - 那珂県土整備事務所
  - 筑紫県税事務所
  - 筑紫保健福祉環境事務所
  - 流域下水道事務所
- 福岡県職員研修所
- クローバープラザ
  - 福岡県総合福祉センター
  - 福岡県男女共同参画センター（あすばる）
  - 福岡県人権啓発情報センター（ヒューマン・アルカディア）
- 精神保健福祉センター
- 障害者更生相談所
- 福岡児童相談所
- (財)福岡県公園管理センター・春日事務所
  - 県営春日公園野球場
- 農業大学校
- 農業総合試験場
- 食肉衛生検査所
- 工業技術センター
- 福岡共同公文書館
- 県立総合射撃場
- 保健環境研究所
- 県立アジア文化交流センター

### 警察署
- 筑紫野警察署
- 春日警察署

### 地域の施設

#### 文化施設
- 春日市民図書館
- 大野城まどかぴあ図書館
- 筑紫野市民図書館
- 太宰府市民図書館
- 那珂川市図書館

#### スポーツ施設
- 春日市総合スポーツセンター
- 大野城市総合公園（まどかパーク）
- 太宰府市総合体育館（とびうめアリーナ）

## 一部事務組合

### 消防
- 筑紫野太宰府消防組合
- 春日・大野城・那珂川消防組合

### ごみ処理
- 福岡都市圏南部環境事業組合
- 筑紫野・小郡・基山清掃施設組合（クリーンヒル宝満）

### 斎場
- 筑慈苑施設組合
- 那珂川市華石苑

### 上下水道
- 山神水道企業団
- 春日那珂川水道企業団
- 福岡地区水道企業団
- 両筑衛生施設組合（両筑苑）
- 春日大野城衛生施設組合

## 経済・産業

### 筑紫地域に本社を置く主な企業
- キャタピラー九州
- トヨタモビリティパーツ九州北部統括支社
- 西鉄ストア
- 福岡ヤクルト工場
- ケーブルステーション福岡
- ドラッグイレブン
- 西鉄バス二日市
- マルキョウ

### 筑紫地域に事業所を置く主な企業
- 九州電力福岡南営業所
- 九州電力送配電福岡南配電事業所
- 九電工南福岡営業所
- 西日本鉄道（西鉄）筑紫車両基地
- 朝日プリンテック福岡工場
- 西日本旅客鉄道（JR西日本）博多総合車両所

### その他団体・商業施設
- 福岡県赤十字血液センター
- 筑紫農業協同組合（JA筑紫）
- イオンモール筑紫野
- ゆめタウン筑紫野
- アクロスモール春日
- イオン大野城ショッピングセンター

## 教育

### 大学
- 九州大学筑紫キャンパス
- 九州情報大学
- 筑紫女学園大学
- 福岡医療福祉大学
- 日本経済大学
- 福岡国際大学
- 筑紫女学園短期大学
- 福岡こども短期大学
- 福岡女子短期大学

### 高等学校
公立
- 福岡県立春日高等学校
- 福岡県立筑紫中央高等学校
- 福岡県立筑紫高等学校
- 福岡県立武蔵台高等学校
- 福岡県立太宰府高等学校
- 福岡県立福岡農業高等学校
- 福岡県立福岡視覚特別支援学校
- 福岡県立特別支援学校「福岡高等学園」
- 福岡県立太宰府特別支援学校

私立
- 九州産業大学付属九州産業高等学校
- 福岡常葉高等学校
- 筑紫台高等学校
- 筑陽学園高等学校
- 福岡女子商業高等学校

### 学校教育以外の教育施設
自動車教習所
- 南福岡自動車学校
- 西鉄自動車整備専門学校
  - 西鉄自動車学校
  - 西鉄自動車教習所（西鉄グループ職員のみ）

## 医療

### 病院
- 福岡県済生会二日市病院
- 福岡徳洲会病院
- 福岡大学筑紫病院
- 福岡県立精神医療センター太宰府病院

### 医師会
- 筑紫医師会
- 筑紫歯科医師会
- 筑紫薬剤師会
- 筑紫看護高等専修学校

## 神社・寺院
- 太宰府天満宮
- 竈門神社
- 坂本八幡宮
- 春日神社
- 筑紫神社
- 二日市八幡宮
- 平野神社
- 現人神社
- 武蔵寺
- 観世音寺
- 戒壇院
- 筑前国分寺
- 筑紫楽所

## 名所・旧跡・観光

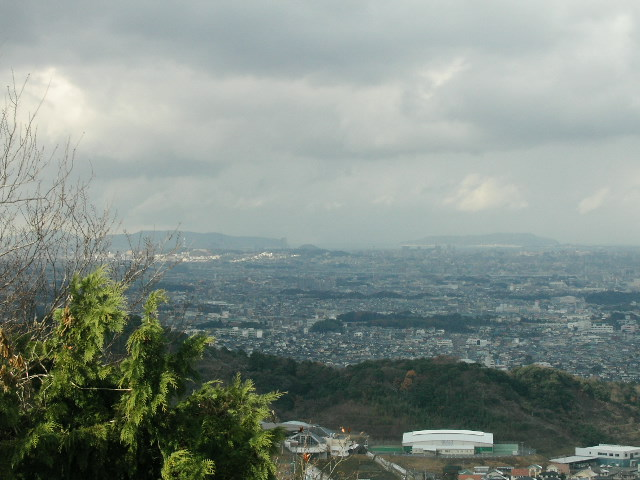
筑紫野市の天拝山山頂より望む筑紫地域北西部の街並み（写真中央部、奥は福岡市）

- 二日市温泉
- 九州自然歩道基山コース
- 基肄城跡
- 大野城跡
- 水城跡

## 交通

### 空港
最寄りの空港は福岡空港である。

### 鉄道
- 西日本旅客鉄道（JR西日本）
  - 博多南線：博多南駅
- 九州旅客鉄道（JR九州）
  -  鹿児島本線：春日駅 - 大野城駅 - 水城駅 - （太宰府信号場） - 都府楼南駅 - 二日市駅 - 天拝山駅 - 原田駅
  -  筑豊本線（原田線）：原田駅 - 筑前山家駅

※筑紫野市に所在する二日市駅と原田駅は、九州鉄道（初代）開業時より現存する九州最古の駅でもある。
この他、九州新幹線が那珂川市内を通過しており、駅は無いが佐賀県鳥栖市との県境に筑紫トンネルが通っている。
- 西日本鉄道（西鉄）
  - T 天神大牟田線：春日原駅 - 白木原駅 - 下大利駅 - 都府楼前駅 - 西鉄二日市駅 - 紫駅 - 朝倉街道駅 - 桜台駅 - 筑紫駅
  - D 太宰府線：西鉄二日市駅 - 西鉄五条駅 - 太宰府駅

### 道路
高速道路
- 福岡高速2号太宰府線：(208)大野城出入口[注釈 6] - (209)水城出入口 - (8)太宰府インターチェンジ
- E3 九州自動車道：(8)太宰府インターチェンジ - (8-1)筑紫野インターチェンジ - (PA)基山パーキングエリア[注釈 7]

一般国道
- 国道3号
  - 福岡南バイパス
  - 筑紫野バイパス
- 国道200号
  - 冷水道路（愛称「うぐいすロード」）
- 国道385号
- 国道386号

一般県道
- 福岡県道7号筑紫野インター線
- 福岡県道17号久留米基山筑紫野線
  - 鳥栖筑紫野道路（愛称「かささぎロード」）
- 福岡県道31号福岡筑紫野線（通称「5号線」）
- 福岡県道35号筑紫野古賀線
- 福岡県道49号大野城二丈線
- 福岡県道53号久留米筑紫野線
- 福岡県道56号福岡早良大野城線
- 福岡県道60号飯塚大野城線
- 福岡県道65号筑紫野筑穂線
- 福岡県道68号福岡太宰府線
- 福岡県道76号筑紫野太宰府線
- 福岡県道77号筑紫野三輪線
- 筑紫通り